# Hemyda obscuripennis
Hemyda obscuripennis là một loài ruồi trong họ Tachinidae.